# Jozo Dumandžić
Jozo Dumandžić (Klobuk kraj Ljubuškoga, 11. ožujka 1900. – Buenos Aires, 9. rujna 1977.), hrvatski odvjetnik i političar.

## Životopis

### Rani život, obrazovanje i djelovanje u NDH
Jozo je rođen u Klobuku 11. ožujka 1900. godine. Završio je studiji prava u Zagrebu, gdje 1925. stječe doktorat. Radio je u odvjetničkoj pisarnici zajedno s Andrijom Artukovićem u Gospiću. Godine 1932. postaje član ustaške organizacije i bio je jedan od organizatora Velebitskog ustanka. Godine 1933., nakon izlaska iz zatvora, otvorio je odvjetnički ured u Zagrebu. Bio je suradnik Slavka Kvaternika i jedan od vođa ustaške organizacije. U travnju 1941. godine postaje gradonačelnik Zagreba. Obnašao je dužnost ministra udružbe, seljačkoga gospodarstva, pravosuđa i bogoštovlja, pošta, brzojava i brzoglasa, prometa i javnih radova u vladama NDH do 1945. godine. U svibnju 1945. napušta Zagreb te je prebačen u saveznički logor Spittal.

### Poslijeratni život i djelovanje u emigraciji
Od 1947. godine živio je u Buenos Airesu. U emigraciji surađuje s Antom Pavelićem i Hrvatskim oslobodilačkim pokretom. Bio je predstavnik Hrvatskoga narodnog odbora za Argentinu. Umro je u Buenos Airesu 9. rujna 1977. godine. Sahranjen je 23. travnja 1997. godine u obiteljsku grobnicu na zagrebačkom groblju Mirogoju.